# Наташа, мы всё уронили
«Вставай, Наташа, мы всё уронили» (также «Наташа, мы всё уронили») — интернет-мем о Наташе и котах, появившейся в русскоязычном сегменте интернета в 2019 году и ставший особенно популярным весной 2020 года. Автор мема — Дарья Бородулина.
Мем прошёл путь от невинной интернет-шутки до символа событийного контекста года, активно адаптируясь к новым реалиям.

## Происхождение
Мем «Вставай, Наташа, мы все уронили» берет своё начало из комикса, состоявшего из шести кадров, и опубликованного в сообществе «Котизм» в социальной сети «ВКонтакте» в декабре 2019 года. Исходный визуальный прототекст представлял собой фотографию девушки, укрывшейся одеялом, рядом с которой сидели два кота. Авторы добавили реплики котов, которые обращались к хозяйке с просьбой встать и покормить их, так как они «все уронили»:

Наташ, ты спишь?; уже 5 часов утра, Наташ; вставай, мы там всё уронили; мы уронили вообше всё, Наташ, честно; хватит притворяться, мы видим как ты напрягла брови; кто рано встаёт, тот кушоц даёт, Наташ ну.
Имя «Наташа» использовалось как абстрактное обращение к хозяйке, часто встречающееся в комиксах сообщества.
Первоначальная версия комикса быстро распространилась в социальных сетях, а затем эволюционировала в более лаконичный формат — изображение с четырьмя котами, смотрящими вниз, и подписью: «Вставай, Наташа, мы там все уронили». Такая трансформация усилила эффект тревоги и непредсказуемости, заложенный в меме.
Мем стал популярным весной 2020 года и немного видоизменился: картинка была заменена. На новом изображении были коты, смотрящие сверху в камеру (подразумевается, что на свою хозяйку). Они будили её и рассказывали новости, ожидая, что Наташа выполнит их просьбы.
Автор мема — предпринимательница Дарья Бородулина, владелица сообщества «Котизм».
В 2021 году Бородулина подала в Роспатент заявку на регистрацию этой фразы в качестве товарного знака после участившихся случаев её коммерческого использования. В начале 2022 года товарный знак «Наташ, ты спишь? Наташ, вставай, мы там все уронили!» был зарегистрирован по классам 16, 18, 20, 25, 28, 35, 41. Его запрещено использовать на канцелярских товарах, одежде и другого рода товарах, показывать в кино или рекламе без разрешения правообладателя.

## Использование
Мем «Вставай, Наташа, мы все уронили» используется, чтобы передать атмосферу паники и истерии, возникшую вокруг различных тем, а также показать реакцию на неудачу.

## Трансформации мема
Мем приобрел особую популярность в первые месяцы 2020 года, совпав с ключевыми событиями, такими как пандемия COVID-19, падение рубля и политические изменения. Вербальный компонент мема изменялся в зависимости от актуальных событий.
Оксана Иссерс, доктор филологических наук, выделяет несколько типов трансформаций, которые претерпел мем:
- Адаптация к экономической повестке — мем использовали для иллюстрации финансовых кризисов, заменяя слова «все уронили» на «все обвалили» или «все обнулили».
- Политические интерпретации — после объявления о поправках в Конституцию, позволяющих обнуление президентских сроков, появилась версия мема: «Наташа, мы все обнулили».
- Карантин и самоизоляция — мем был использован в контексте призывов оставаться дома: «Полежи ещё, Наташ. Не вставай. Там все закрыли».
- Интертекстуальные трансформации — мем начали комбинировать с другими известными мемами, например, с обращением «Карл», популярным в 2015 году.
- Редукция визуального ряда — мем стал узнаваем даже без изображения котов, а его фраза использовалась в новостных заголовках и журналистских материалах.
- Адаптация мема в медиатекстах — мем стал использоваться в заголовках и текстах СМИ, что свидетельствует о его успешной интеграции в массовую коммуникацию.

## Популярность и культурное значение
По данными «Медиалогия», мем «Вставай, Наташа, мы все уронили» стал одним из самых популярных мемов 2020 года. Популярность мема объясняется способностью адаптироваться к различным контекстам, а также его юмористическим и социально-критическим потенциалом. Мем использовался не только в развлекательных целях, но и как инструмент для выражения общественного мнения и критики власти.

## Оценки исследователей
Оксана Иссерс отмечает, что данный мем является ярким примером поликодового текста, который благодаря своей пластичности и трансформационному потенциалу смог стать частью массовой культуры. Его способность адаптироваться к новым контекстам и входить в медиатексты свидетельствует о важной роли интернет-мемов в современной коммуникации.
Кандидат филологических наук Опольского университета Ядвига Тарса назвала мем «образцовым» и «полимодальным». Мем легко модифицируется, носит игровой характер, его главные герои — коты, пользующиеся популярностью среди пользователей Интернета.